# Street talking
Le Street talking, qui pourrait se traduire par le « parlé de la rue », est un genre musical des années 2000 dérivé de la pop et du rap originaire du Royaume-Uni.
Sur un fond pop les artistes chante, à la manière d'un rap et dans un langage tiré de la rue, sans mot cru ni violence mais en dépeignant « un quotidien banal, sans fantasme et avec un humour très british ».
Parmi les artistes majeurs de ce courant se trouvent Kate Nash, Lily Allen, Just Jack, The Streets, Remi Nicole ou encore Arctic Monkeys.